# Thalamita minuscula
Thalamita minuscula is een krabbensoort uit de familie van de Portunidae. De wetenschappelijke naam van de soort is voor het eerst geldig gepubliceerd in 1906 door Giuseppe Nobili. De soort werd ontdekt in de atollen Vahitahi en Kaukura  in  de Tuamotuarchipel.